# Rab1
Rab1 (u kvasinky YPT1) je Rab GTPáza, která reguluje vezikulární transport ve třech různých buněčných drahách: v autofagii, transportu mezi ER a Golgi a v transportu mezi jednotlivými váčky Golgiho aparátu. Při procesu makroautofagie rekrutuje Rab1 svůj efektorový protein Atg1 na preautofagozomální struktury. To umožňuje přilnutí Atg9 pozitivních váčků k sobě navzájem či k jiným váčkům. Na váčcích ER je Rab1 nutný pro asociaci „tethering faktoru“ p115 s COPII-pozitivními váčky, které umožňují transport do Golgiho aparátu. V časných váčcích Golgiho aparátu zase Rab1 váže tethering proteiny GM130 a giantin. GEFem pro Rab1 je kvasinkový TRAPPII komplex, resp. jeho obdoba v savčích buňkách.